# Salomon de Brosse
Salomon de Brosse   (Verneuil-en-Halatte, c. 1571 - París, 8 de desembre de 1626) va ser l'arquitecte francès més influent de la seva època va influir molt sobre François Mansart. Salomon nasqué a Verneuil-en-Halatte, Oise, dins una important família hugonot. Es va instal·lar a París el 1598 i va ser promogut com arquitecte de la Cort l'any 1608.
De Brosse era un representant del barroc francès i va dissenyar el Palau de Luxemburg de París (1615-1624), per Maria de' Medici,

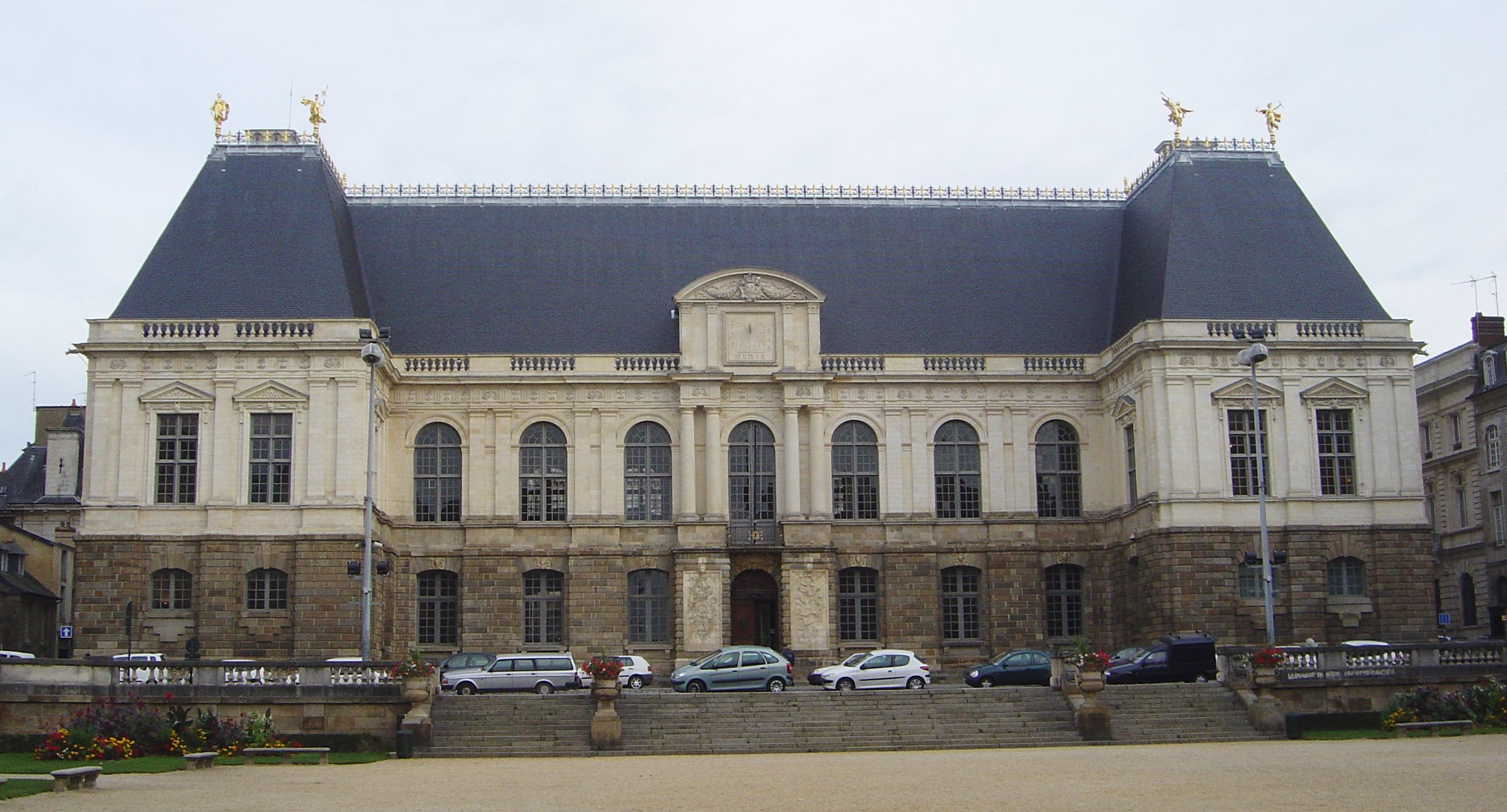
El Parlement de Bretagne, Rennes (1618)

Altres edificis que va dissenyar inclouen:
- el château de Montceaux-en-Brie
- el château de Coulommiers-en-Brie (1612–15), per Catarina Gonzaga, duquessa de Longueville.
- la façana de l'Església de Saint-Gervais, París (1615-1621)
- el Palau de Luxemburg, París (1615-1624)
- el Parlement de Bretagne Rennes (1618) (actualment Palau de Justícia de Rennes)
- l'aqueducte d'Arcueil (1624)
- el château de Blérancourt (cap a 1619)

De Brosse morí a París.